# Петер Левенкрандс
Петер Левенкрандс (дан. Peter Løvenkrands, нар. 29 січня 1980, Герсгольм, Данія) — данський футболіст, що грав на позиції нападника.
Виступав, зокрема, за «Рейнджерс», «Шальке 04» та «Ньюкасл Юнайтед», а також національну збірну Данії, у складі якої був учасником чемпіонату світу та Європи.

## Клубна кар'єра
Вихованець юнацької команди «Ліллеред ІФ».
Професійна кар'єра Петера почалася в 1998 році, коли він, виступаючи за юнацьку збірну країни, був помічений представниками клубу «Академіск» з Копенгагена. Ставши головним відкриттям сезону 1998/99, Петер відіграв за цю команду ще один сезон, а 2000 року перейшов до шотландський «Рейнджерс». Відіграв за команду з Глазго наступні шість сезонів своєї ігрової кар'єри. Більшість часу, проведеного у складі «Рейнджерс», був основним гравцем атакувальної ланки команди. З командою Петер виграв два чемпіонати Шотландії, один національний кубок та три кубка ліги.

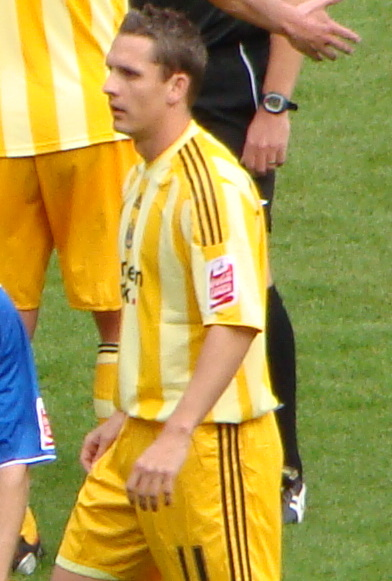
Петер Левенкрандс під час виступів за «Ньюкасл Юнайтед». 13 вересня 2009 року

Влітку 2006 року, після завершення контракту з шотландським грандом, його хотіли бачити у своїх рядах декілька європейських клубів, включаючи італійську «Рому», але Петер вибрав німецьке «Шальке 04», у складі якого провів наступні три роки своєї кар'єри гравця. У сезоні 2008/09 він перестав потрапляти в основний склад (не провів жодної гри), і в січні 2009 року за обопільною згодою контракт був розірваний.
23 січня 2009 року підписав контракт з англійським «Ньюкасл Юнайтед» до кінця сезону. У липні 2009 року у Левенкранса закінчився контракт, і він покинув «Ньюкасл», але повернувся в команду 1 вересня, підписавши новий контракт на три роки. Загалом данець три з половиною сезони захищав кольори «сорок». Граючи у складі «Ньюкасла» також здебільшого виходив на поле в основному складі команди, провівши один сезон (2009/10) у Чемпіоншипі, вигравши його, а інші два з половиною у англійській Прем'єр-лізі.
Завершив професійну ігрову кар'єру у клубі англійського Чемпіоншипу «Бірмінгем Сіті», за команду якого виступав протягом 2012—2014 років.

## Виступи за збірні
1997 року дебютував у складі юнацької збірної Данії, взяв участь у 8 іграх на юнацькому рівні, відзначившись 5 забитими голами.
Протягом 1999—2001 років залучався до складу молодіжної збірної Данії. На молодіжному рівні зіграв у 13 офіційних матчах, забив 7 голів.
12 лютого 2002 року дебютував в офіційних іграх у складі національної збірної Данії у матчі з Саудівською Аравією.
У складі збірної був учасником чемпіонату світу 2002 року в Японії і Південній Кореї та чемпіонату Європи 2004 року у Португалії. Обидва ці турніри були досить успішними для команди Мортена Ольсена, оскільки на обох турнірах команда вийшла з групи, проте Левенкрандс не був основним гравцем збірної, зігравши лише по одному матчу на турнірах: на чемпіонаті світу він вийшов на поле на 89-й хвилині другого матчу в групі проти Сенегалу (1:1), а на континентальній першості — на 85 хвилині матчу плей-оф з Чехією (0:3).
Протягом кар'єри у національній команді, яка тривала 9 років, провів у формі головної команди країни лише 22 матчі, забивши 1 гол.

## Статистика

### Клубна
| Чемпіонат | Чемпіонат         | Чемпіонат    | Ліга | Ліга                                 | Кубок           | Кубок           | Кубок ліги              | Кубок ліги              | Континент. змаг. | Континент. змаг. | Всього | Всього |
| Сезон     | Клуб              | Ліга         | Ігри | Голи                                 | Ігри            | Голи            | Ігри                    | Голи                    | Ігри             | Голи             | Ігри   | Голи   |
| Данія     | Данія             | Данія        | Ліга | Ліга                                 | Кубок Данії     | Кубок Данії     | Кубок Ліги              | Кубок Ліги              | Європа           | Європа           | Всього | Всього |
| --------- | ----------------- | ------------ | ---- | ------------------------------------ | --------------- | --------------- | ----------------------- | ----------------------- | ---------------- | ---------------- | ------ | ------ |
| 1998/99   | «Академіск»       | Суперліга    | 18   | 2                                    |                 |                 |                         |                         |                  |                  | 18     | 2      |
| 1999/00   | «Академіск»       | Суперліга    | 14   | 5                                    |                 |                 |                         |                         |                  |                  | 14     | 5      |
| Шотландія | Шотландія         | Шотландія    | Ліга | Ліга                                 | Кубок Шотландії | Кубок Шотландії | Кубок шотландської ліги | Кубок шотландської ліги | Європа           | Європа           | Всього | Всього |
| 2000/01   | «Рейнджерс»       | Прем'єр-ліга | 8    | 0                                    | 0               | 0               | 1                       | 0                       | 1                | 0                | 10     | 0      |
| 2001/02   | «Рейнджерс»       | Прем'єр-ліга | 19   | 2                                    | 4               | 3               | 3                       | 1                       | 6                | 1                | 32     | 7      |
| 2002/03   | «Рейнджерс»       | Прем'єр-ліга | 27   | 9                                    | 1               | 1               | 3                       | 2                       | 2                | 0                | 33     | 12     |
| 2003/04   | «Рейнджерс»       | Прем'єр-ліга | 25   | 9                                    | 2               | 1               | 2                       | 1                       | 7                | 2                | 36     | 13     |
| 2004/05   | «Рейнджерс»       | Прем'єр-ліга | 17   | 3                                    | 0               | 0               | 1                       | 0                       | 6                | 1                | 24     | 4      |
| 2005/06   | «Рейнджерс»       | Прем'єр-ліга | 33   | 14                                   | 2               | 0               | 2                       | 0                       | 10               | 4                | 47     | 18     |
| Німеччина | Німеччина         | Німеччина    | Ліга | Ліга                                 | Кубок Німеччини | Кубок Німеччини | Кубок німецької ліги    | Кубок німецької ліги    | Європа           | Європа           | Всього | Всього |
| 2006/07   | «Шальке 04»       | Бундесліга   | 24   | 6                                    | 2               | 1               | -                       | -                       | 2                | 0                | 28     | 7      |
| 2007/08   | «Шальке 04»       | Бундесліга   | 20   | 0                                    | 2               | 1               | -                       | -                       | 5                | 0                | 27     | 1      |
| 2008/09   | «Шальке 04»       | Бундесліга   | 0    | 0                                    | 0               | 0               | -                       | -                       | 1                | 0                | 1      | 0      |
| Англія    | Англія            | Англія       | Ліга | Ліга                                 | Кубок Англії    | Кубок Англії    | Кубок англійської ліги  | Кубок англійської ліги  | Європа           | Європа           | Всього | Всього |
| 2008/09   | «Ньюкасл Юнайтед» | Прем'єр-ліга | 12   | 3                                    | 0               | 0               | 0                       | 0                       | -                | -                | 12     | 3      |
| 2009/10   | «Ньюкасл Юнайтед» | Чемпіоншип   | 29   | 13                                   | 2               | 3               | 1                       | 0                       | -                | -                | 32     | 16     |
| 2010/11   | «Ньюкасл Юнайтед» | Прем'єр-ліга | 25   | 6                                    | 1               | 0               | 3                       | 1                       | -                | -                | 29     | 7      |
| 2011/12   | «Ньюкасл Юнайтед» | Прем'єр-ліга | 8    | 0                                    | 0               | 0               | 3                       | 3                       | -                | -                | 11     | 3      |
| 2012/13   | «Бірмінгем Сіті»  | Чемпіоншип   | 22   | 3                                    | 1               | 0               | 2                       | 2                       | -                | -                | 25     | 5      |
| 2013/14   | «Бірмінгем Сіті»  | Чемпіоншип   | 15   | 1                                    | 1               | 0               | 1                       | 2                       | -                | -                | 17     | 3      |
| Країна    | Данія             | Данія        | 32   | 7\|\|\|\|\|\|\|\|\|\|\|\|\|\|32\|\|7 |                 |                 |                         |                         |                  |                  |        |        |
| Країна    | Шотландія         | Шотландія    | 129  | 37                                   | 9               | 5               | 12                      | 4                       | 32               | 8                | 182    | 54     |
| Країна    | Німеччина         | Німеччина    | 44   | 6                                    | 4               | 2               | -                       | -                       | 8                | 0                | 56     | 8      |
| Країна    | Англія            | Англія       | 111  | 26                                   | 5               | 3               | 10                      | 8                       | -                | -                | 126    | 37     |
| Всього    | Всього            | Всього       | 313  | 76                                   | 18              | 10              | 22                      | 12                      | 40               | 8                | 401    | 106    |

### Збірна
| Збірна Данії | Збірна Данії | Збірна Данії |
| Роки         | Ігри         | Голи         |
| ------------ | ------------ | ------------ |
| 2002         | 7            | 0            |
| 2003         | 2            | 0            |
| 2004         | 4            | 0            |
| 2005         | 0            | 0            |
| 2006         | 4            | 1            |
| 2007         | 3            | 0            |
| 2008         | 1            | 0            |
| 2009         | 0            | 0            |
| 2016         | 1            | 0            |
| Всього       | 22           | 1            |

## Досягнення
- Найкращий молодий футболіст Данії: 1998
- Володар Кубка Данії: 1998/99
- Володар Суперкубка Данії: 1999
- Чемпіон Шотландії: 2002/03, 2004/05
- Володар Кубка Шотландії: 2001/02, 2002/03
- Володар Кубка шотландської ліги: 2001/02, 2002/03, 2004/05
- Переможець Чемпіоншипу: 2009/10

## Особисте життя
Молодший брат Петера, Томмі Левенкрандс, також був професіональним футболістом і виступав в Данії та Шотландії. Їх батько помер у віці 61 років 15 травня 2010 року після тривалої хвороби, і Левенкрандс через три дні забив гол у ворота «Вест-Бромвіч Альбіон». Левенкрандс відтоді розпочав благодійну акцію для фінансування досліджень ліків проти хвороби Альцгеймера, якою батько страждав протягом останніх п'яти років свого життя.
Вільно володіє англійською мовою, під час свого виступу за «Рейнджерс» набув шотландського акценту.